# هجوم بئر العبد (نوفمبر 2017)
هجوم مسجد الروضة أو هجوم شمال سيناء أو هجوم بئر العبد هو هجوم مسلح استهدف مسجداً يقع بقرية الروضة والتي تبعد عن العريش مسافة 50 كم، وتبعد عن بئر العبد قرابة 40 كم بمحافظة شمال سيناء، وأسفر عن سقوط 305 قتيل و128 مصابا. ويمثل هذا الهجوم أكثر الحوادث الإرهابية دموية في تاريخ مصر.

## خلفية
- في 9 نوفمبر 2017 استهدف مسلحون قافلة شاحنات تنقل الفحم إلى مصنع إسمنت في شمال سيناء وقاموا بقتل تسعة سائقين، واستهدفوا شاحناتهم وأشعلوا فيها النار.[9][10]

- في 19 نوفمبر 2016، قام تنظيم ولاية سيناء بخطف الشيخ سليمان أبو حراز، البالغ من العمر 98 عامًا ليقوم بإعدامه بقطع رأسه. وبعدها نفذ نفس الفعلة مع شيخ سيناوي آخر يدعى اقطيفان المنصوري، وقتله بالطريقة نفسها.[11][12][13][14]

## الهجوم
يقع مسجد الروضة في قرية تبعد عن العريش بمسافة 50 كلم، وتبعد عن بئر العبد قرابة 40 كم بمحافظة شمال سيناء، حيث قام مجموعة من المسلحين في يوم الجمعة الموافق لـ 24 نوفمبر 2017 بالهجوم على مسجد الروضة في العريش، وذلك أثناء قيام حوالي 400 مصلي بأداء صلاة الجمعة، والمسجد تابع لإحدى الطرق الصوفية، بالتحديد الطريقة الصوفية الجريرية. انفجرت في البداية عبوتان ناسفتان داخل المسجد، ثم استهدفت المجموعة المهاجمة بعد ذلك المصلين من خلال قذائف صاروخية من نوع آر بي جي، وعندما فر باقي المصلين خارج المسجد قامت الجماعة باستهدافهم مجددا لكن هذه المرة باستعمال رشاشات وبنادق آلية من أعيرة مختلفة.
 وصل عدد القتلى إلى 305 قتيلا بالإضافة إلى عشرات الجرحى، وقد ذكرت العديد من المصادر من بينها  وكالة أنباء الشرق الأوسط أن منفذي الهجوم عمدوا لاستهداف سيارات الإسعاف التي كانت تنقل الضحايا.

### الضحايا
أفاد بيان أصدره النائب العام، المستشار نبيل صادق في 25 نوفمبر 2017 بأن الحادث أسفر عن استشهاد 305 بينهم 27 طفلًا وإصابة 128 آخرين.

## تبني الهجوم
لم تعلن أي جماعة مسؤوليتها عن الهجوم، على الرغم من وجود أنباء تفيد بأن الهجوم بدا أن من نفذّه هو فرع ولاية سيناء التابع لتنظيم داعش. بيدَ أن جماعة مرتبطة بتنظيم القاعدة في سيناء أدانت هجوم مسجد الروضة وقالت الجماعة، في بيان لها: 

## ردود الفعل السياسية

### محلياً
أعلنت رئاسة الجمهورية، حالة الحداد 3 أيام على شهداء الحادث الإرهابي. واجتمع الرئيس عبد الفتاح السيسي باللجنة الأمنية المصغرة لبحث تداعيات الحادث وتضم اللجنة وزيري الدفاع والداخلية ورئيس المخابرات العامة ورئيس المخابرات الحربية. وفي نفس اليوم، ألقى السيسي كلمة قال فيها أن مصر تواجه الإرهاب بالنيابة عن المنطقة والعالم بأكمله، مضيفا أن القوات المسلحة والشرطة المدنية ستثأران للقتلى، وتعيدان الأمن والاستقرار. وقررت الحكومة صرف تعويض مادي قدره 200 ألف جنيه لأسرة كل شهيد، و50 ألف جنيه لكل مصاب. كما أعلنت الحكومة عن عزمها إنشاء نُصب تذكاري عملاق بقرية الروضة بشمال سيناء تخليداً لذكرى شهداء حادث مسجد الروضة الإرهابي. وأدان كلاً من شيخ الأزهر ومفتي الجمهورية وبابا الكنسية القبطية المصرية الأرثوذكسية الهجوم.

### الدول العربية
- السعودية: 
  - سلمان بن عبد العزيز آل سعود: تلقى الرئيس عبد الفتاح السيسي، اتصالًا هاتفيًا من الملك سلمان بن عبد العزيز، أعرب خلاله عن إدانته الشديدة للحادث الإرهابي الآثم الذي أسفر عن استشهاد عدد كبير من المواطنين المصريين أثناء تأديتهم لصلاة الجمعة.[38] فيما تقدم ولي العهد السعودي الأمير محمد بن سلمان بالعزاء للرئيس عبد الفتاح السيسي في شهداء حادث تفجير مسجد الروضة بالعريش.[39]
  - هيئة كبار العلماء السعودية: دانت الأمانة العامة لهيئة كبار العلماء بشدة الهجوم الإرهابي، الذي استهدف مسجداً بمدينة العريش شمال سيناء بمصر، ونتج منه قتلى وجرحى.[40]
- العراق: أدانت الخارجية العراقية بشدة الاعتداء الذي استهدف مسجدا في شمال سيناء بمصر وأكدت وقوف العراق إلى جانب مصر حكومة وشعبا وتجدد دعوتها للقضاء على مصادره الفكرية المتطرفة.[41]
- الكويت: أدان الشيخ صباح الأحمد الجابر الصباح أمير الكويت، الهجوم الذي استهدف مسجد الروضة في شمال سيناء، معبرًا عن استنكاره للحادث الإرهابي.[42]
- البحرين: استنكرت وزارة الخارجية البحرينية بأشد العبارات، الهجوم الإرهابي المسلح الذي استهدف مسجدًا في بئر العبد بمحافظة شمال سيناء يوم الجمعة الموافق لـ 24 نوفمبر من سنة 2017، وأسفر عن وقوع عشرات القتلى والمصابين، معربة عن بالغ التعازي والمواساة إلى مصر قيادة وشعبًا، ولأهالي الضحايا، وتمنياتها بالشفاء العاجل للمصابين جراء هذا العمل الإرهابي البشع الذي استهدف حياة الأبرياء. وأكدت وزارة الخارجية وقوف البحرين إلى جانب مصر الشقيقة في حربها ضد الإرهاب ومحاربة كافة التنظيمات المتطرفة ودعمها لجهودها الحثيثة لاستتباب الأمن والاستقرار، مجددة موقف البحرين الثابت الرافض لكافة أشكال العنف والإرهاب، والداعي إلى تضافر كافة الجهود الهادفة لاجتثاث الإرهاب وتجفيف منابع تمويله.[43]
- فلسطين: أدان الرئيس الفلسطيني محمود عباس، باسمه شخصيا وباسم دولة فلسطين وشعبها، التفجير الإرهابي الذي استهدف مسجدا في قرية الروضة القريبة من مدينة العريش في محافظة شمال سيناء، وتسبب في استشهاد وإصابة العشرات من الأبرياء.[44]
- الإمارات العربية المتحدة: أرسل الشيخ خليفة بن زايد آل نهيان، رئيس دولة الإمارات العربية المتحدة، برقية تعزية ومواساة إلى نظيره المصري عبد الفتاح السيسي، في ضحايا الهجوم الإرهابي الآثم الذي استهدف الآمنين بمسجد الروضة، في مركز بئر العبد بمحافظة شمال سيناء، وأكد تضامن الإمارات مع مصر  في مصابها الجلل وتأييدها لجميع الاجراءات التي تتخذها للحفاظ على أمنها واستقرارها، كما بعث الشيخ محمد بن راشد آل مكتوم، نائب رئيس دولة الإمارات رئيس مجلس الوزراء حاكم دبي، والشيخ محمد بن زايد آل نهيان، ولي عهد أبوظبي نائب القائد الأعلى للقوات المسلحة، ببرقيتي عزاء مماثلتين للرئيس المصري.[45]

وأدان الشيخ محمد بن زايد آل نهيان، ولي عهد أبو ظبي، الهجوم الإرهابي على مسجد الروضة بالعريش في شمال سيناء، مضيفا «خالص العزاء لأسر شهداء مسجد الروضة بالعريش، وقوفنا مع أشقائنا في مصر ثابت وراسخ ولن تثنينا هذه الأعمال الإجرامية الإرهابية الجبانة عن محاربتهم والقضاء عليهم».  وأعلنت سفارة دولة الإمارات في القاهرة، تنكيس العلم على السفارة وملحقاتها، تضامنها مع مصر قيادة وشعباً.
- السودان: أكدت وزارة الخارجية السودانية إدانتها القوية للهجوم الإرهابي، الذي وقع بمسجد الروضة ببئر العبد في شمال سيناء، والذي نتج عنه استشهاد وإصابة العديد من المصلين، في جريمة تتنافى مع كافة القيم والمبادئ الإنسانية.[48]
- قطر: أرسل أمير قطر تميم بن حمد بن خليفة آل ثاني برقية تعزية للرئيس السيسي استنكر بها الحادث.[49]
- تونس: أدانت تونس وفق بيان لوزارة الخارجية بأشدّ العبارات الهجوم الإرهابي الغادر الذي استهدف مسجدا في سيناء بجمهورية مصر العربية، وأوقع عشرات القتلى والجرحى من المواطنين المصريين الأبرياء.[50]
- الأردن: أدان العاهل الأردني الملك عبد الله الثاني، في برقية بعث بها إلى الرئيس عبد الفتاح السيسي، الهجوم الإرهابي البشع الذي استهدف مسجد الروضة في شمال سيناء، وأودى بحياة العشرات من أبناء الشعب المصري الأبرياء، وإصابة آخرين.[51] وأعلن الأردن تنكيس علم السارية؛ حدادا على شهداء حادث الروضة الإرهابي.[52]
- المغرب: بعث العاهل المغربي الملك محمد السادس ببرقية تعزية إلى الرئيس المصري عبد الفتاح السيسي في ضحايا الاعتداء «الإرهابي» الذي استهدف مسجدا بشمال سيناء وخلف عشرات القتلى والجرحى.[53]
- موريتانيا: تقدمت موريتانيا على لسان الرئيس محمد ولد عبد العزيز بالتعزية للمصريين وللرئيس المصري بعد الهجوم الذي ضرب مسجدا بسيناء. ووجه الرئيس الموريتاني برقية تعزية باسمه الشخصي وباسم موريتانيا، دانت الهجوم وأبدت تضامن موريتانيا مع مصر، واصفة الحادث بأنه عمل إرهابي وجبان.[54]
- ليبيا: دان مجلس النواب الليبي الهجوم الإرهابي الذي وقع بمسجد الروضة غرب مدينة العريش في محافظة سيناء في مصر، الذي راح ضحيته أكثر من 235 قتيلاً وعشرات المصابين أثناء خروجهم من المسجد بعد أداء صلاة الجمعة.[55]
- الجزائر: أدانت الجزائر بشدة الاعتداء الإرهابي الدموي الذي استهدف مصلين بمسجد الروضة بشمال سيناء في مصر، معربة عن تعازيها لعائلات الضحايا.[56]
- السودان: أكدت وزارة الخارجية السودانية إدانتها القوية للهجوم الإرهابي، الذي وقع بمسجد الروضة ببئر العبد في شمال سيناء، والذي نتج عنه استشهاد وإصابة العديد من المصلين، في جريمة تتنافى مع كافة القيم والمبادئ الإنسانية.[57]
- اليمن: دانت الجمهورية اليمنية بشدة العمل الإرهابي الذي استهدف مسجد الروضة في مركز بئر العبد شمال سيناء بجمهورية مصر العربية.[58]
- الصومال: استنكر الرئيس الصومالي محمد عبد الله فرماج بشدة، الهجوم الإرهابي الذي استهدف مسجدا في قرية الروضة شمال سيناء، وخلَّف العشرات من القتلى والجرحى.[59]
- سوريا: أدانت وزارة الخارجية السورية الجريمة المروعة التي راح ضحيتها مئات الشهداء والجرحى من المصلين في مسجد الروضة بالعريش في سيناء المصرية.[60]
- لبنان: دانت لبنان بأشد العبارات الهجوم الذي استهدف مسجدا أثناء صلاة الجمعة في قرية تابعة لمدينة العريش شمالي سيناء شمال شرقي مصر.[61]

### المنظمات الدولية
- مجلس الأمن: أدان مجلس الأمن الدولي الاعتداء الإرهابي على مسجد الروضة في شمال سيناء المصرية.[62]
- الاتحاد الأوروبي:  قال سفير الاتحاد الأوروبي بالقاهرة إيفان سوركوش في تغريدة على حسابه بمواقع التواصل الاجتماعي، إنه تم تنكيس علم الاتحاد تضامنا مع ضحايا الهجوم الإرهابي المأساوي الذي وقع الجمعة بمسجد (الروضة) بشمال سيناء. وأضاف «نحن نشارك الشعب المصري الحداد»، مشيرا إلى أن الاتحاد الأوروبي سيستمر في دعم مصر في الحرب ضد الإرهاب وتحقيق الاستقرار والنمو والتنمية الاقتصادية والاجتماعية المستدامة.[63]
- يونيسف: أدانت منظمة الأمم المتحدة للطفولة (يونيسف)، الهجوم المروع الذي استهدف، الجمعة، مسجد الروضة في شمال سيناء، والذي أسفر عن استشهاد ومقتل عشرات الضحايا من بينهم أطفال.[64]

### الدول الأجنبية
- الولايات المتحدة: أدان الرئيس الأمريكي، دونالد ترامب هجوم مسجد الروضة الإرهابي، بمدينة العريش، واصفا الهجوم الذي وقع ظهر الجمعة، بالجبان لأنه استهدف المصلين الأبرياء والعزل.[65] فيما أدانت السفارة الأمريكية في القاهرة التفجير الذي استهدف مسجدا بالعريش في محافظة شمال سيناء في مصر في بيان أكدت فيه أنه هجوم جبان يستهدف المصلين.[66]
- روسيا: أعلن الكرملين، أن الرئيس الروسي فلاديمير بوتين أرسل برقية تعزية للرئيس عبد الفتاح السيسي، على خلفية الهجوم الإرهابي الذي استهدف مسجد الروضة بمدينة بئر العبد بمحافظة شمال سيناء.[67]
- المملكة المتحدة: أدانت رئيسة وزراء بريطانيا، تيريزا ماي، الهجوم الإرهابي الذي استهدف مسجد الروضة بالعريش وقت صلاة الجمعة، وأعربت في تغريدة لها على تويتر عن شجبها للاعتداء الذي وصفته بالـ«مقزز».[68] واستنكر أدوين صامويل المتحدث باسم الحكومة البريطانية لشئون الشرق الأوسط وشمال إفريقيا حادث العريش الإرهابي الذي وقع يوم الجمعة. ووصف المتحدث البريطاني -في تغريدة على حسابه بموقع التواصل الاجتماعي (تويتر)- الهجوم بأنه «مروع وجبان» يستهدف مصلّين أبرياء في سيناء.[69]
- فرنسا: أدان السفير الفرنسي في القاهرة سيفان روماتيه، الهجوم الإرهابي الذي استهدف محيط مسجد «الروضة» بالعريش في شمال سيناء الجمعة.[70] كما تم إطفاء أنوار برج إيفل خلال منتصف الليل تضامن مع ضحايا الهجوم.[71]
- إيران:
  - بهرام قاسمي: أدان المتحدث باسم الخارجية الإيرانية الهجمة الإرهابية بشدة وأعرب عن مواساته مع الشعب وعوائل الضحايا وقال : «لا شك إن الإرهاب التكفيري الذي يتكبّد أكبر الخسائر اليوم في المنطقة لا يتوانى عن أي جهد وأي إجراء ومن دون شفقة ورحمة من أجل إثبات وجوده من جديد؛ وهذا يحمل حكومات المنطقة مسؤولية مضاعفة للتعرف على الإرهاب الحقيقي ومواجهته.»[72]
  - علي لاريجاني: عزى رئيس مجلس الشورى الإيراني، في برقية، نظيره المصري بضحايا الهجوم الإرهابي الذي استهدف مسجدا في العريش شمال سيناء.[73]
- تركيا: أدان رئيس الوزراء التركي بن علي يلدريم، المجزرة التي استهدفت المصلين في مسجد الروضة في محافظة سيناء وأعلن وقوفه بجانب مصر ضد الإرهاب. وقال في كلمة بملتقى الخريجين الأجانب من جامعات تركيا، في إسطنبول: «أدين بشدة الهجوم الإرهابي الغادر في مصر. وإن إطلاق النار على الناس في صلاة الجمعة يتنافى تماما مع كل القيم الإنسانية والإسلام». من جانب آخر، قال المتحدث باسم الحكومة التركية بكر بوزداغ، إن: «بلاده تقف إلى جانب الشعب والدولة في مصر، على خلفية الهجوم الإرهابي الذي استهدف المسجد في محافظة شمال سيناء».[74]
- الشيشان: كتب الرئيس الشيشاني في حسابه في إينستغرام : «ملعون من الله ورسوله محمد، ما فعله كلاب الجحيم في هجومهم الآثم وتفجيرهم الإجرامي داخل المسجد، ثم فتحهم النار على الناجين ... واليوم، حوّل الإرهابيون المئات من النساء إلى أرامل، ويتّموا آلاف الأطفال، وهم أنفسهم سوف يحرقون في نار جهنم الأبدية. لعن الله ألف مرة أولئك الذين يدعمون الإرهابيين، حتى ولو أطلقوا على أنفسهم أسمى وأنبل الأسماء، ومهما تذرعوا بمثل وأفكار. رد فعل السلطات المصرية وحلفائها يجب أن يكون فوريا، قاسيا، وشرسا، مقارنة بما فعله هؤلاء المسلحين في المسجد».[75]
- الفاتيكان: أدان البابا فرنسيس الثانى، بابا الفاتيكان، الهجوم الذي استهدف مسجد الروضة. ووصف الحادث بالعمل الوحشي ضد المدنيين الأبرياء الذين كانوا يؤدون الصلاة، ودعا للصلاة من أجل الضحايا، قائلًا: «نتمنى أن يتعلم الذين تحجرت قلوبهم بالكراهية التوبة، والتخلي عن العنف الذي يجلب معاناة للأبرياء».[76]

### الرد العسكري
استهدفت غارة للقوات الجوية المصرية مكونة من طائرتين من دون طيار سيارتين في منطقة الريشة قرب قرية الروضة تقلان من وصفتهم الحكومة المصرية بالمتورطين في حادث الهجوم على مسجد الروضة شمالي سيناء، مما أسفر عن مقتل 15 مسلحا. فيما قالت الحكومة أن 30 عنصرا من العناصر الإرهابية لقوا مصرعهم في حملة مداهمات بقرية الريسان وسط سيناء.
في 29 نوفمبر 2017  طالب الرئيس عبد الفتاح السيسى، رئيس أركان حرب القوات المسلحة الفريق محمد فريد حجازي، ووزير الداخلية اللواء مجدي عبد الغفار باستعادة الأمن خلال 3 أشهر في سيناء، وذلك خلال احتفالية ذكرى المولد النبوي الشريف.

### الرد المعنوي
في الجمعة التالية ليوم الحادث نقل التليفزيون المصري شعائر صلاة الجمعة من مسجد الروضة ببئر العبد بحضور الدكتور أحمد الطيب «شيخ الأزهر»، والدكتور محمد مختار جمعة «وزير الأوقاف»، والدكتور شوقي علام «مفتي الجمهورية».